# Moryella
Moryella es un género de bacterias grampositivas de la familia Lachnospiraceae. Actualmente sólo contiene una especie: Moryella indoligenes. Fue descrita en el año 2007. Su etimología hace referencia a Francine Mory, microbióloga francesa. El nombre de la especie hace referencia a la producción de indol. Es grampositiva pero se puede teñir gramnegativa por la delgada pared, inmóvil, anaerobia estricta. Catalasa negativa. Tiene un tamaño de 0,5-0,6 μm de ancho por 0,8-1,7 μm de largo y crece individual, en parejas y a veces en cadenas cortas. Las colonias son circulares, convexas, sin pigmentación ni hemólisis. Sensible a ampicilina, amoxicilina, penicilina, imipenem, cefalotina, cefotaxima, cefoxitina. Resistente a trimetroprim-sulfametoxazol, eritromicina y rifampicina. Se ha aislado de un absceso intraabdominal y también se encuentra en la microbiota del intestino. 
Se ha descrito solamente un caso clínico de bacteriemia.